# 김태현 (고려)
김태현(金台鉉, 1261년 ~ 1330년 11월 16일(음력 10월 6일))은 고려의 학자이다. 자는 불기(不器), 호는 쾌헌(快軒), 본관은 광산이다.

## 생애
어려서부터 총명하여 학문에 힘쓰다, 충렬왕 때 문과에 급제하여 우승지를 지냈다. 밀직부사로 원에 갔을 때, 원 황제가 간쑤성에 가 있으면서 "진공사는 모두 베이징에 머물라"고 하자 "황제가 있는 간쑤성에 가는 것이 우리 왕의 명령이니 어길 수 없다" 하며 간쑤성에 가서 황제를 만났다. 이에 원 황제가 그의 충성심에 탄복하여 낭중이라는 벼슬을 내렸다. 귀국 후 벼슬이 중찬에 이르렀다. 저서로 《동국문감》이 있으나, 전하지 않는다.

## 가족관계
- 모친: 고씨(高氏, 1226년 3월 20일(음력 2월 21일)~1327년 7월 19일(음력 7월 1일))- 예빈경(禮賓卿) 고정(高挺)의 딸
  - 부인: 고려왕족인 개성군 대부인 왕씨(미상~1356년 4월 18일(음력 3월 18일))
    - 아들
      - 김광식(金光軾)
      - 김광철(金光澈, 1289년~1349년 7월 2일(음력 6월 17일))
      - 김광재(金光載, 1294년 2월 9일(음력 1월 13일)~1363년 3월 29일(음력 3월 14일))
      - 김광로(金光輅)

## 전기 자료
- 『고려사』 권110, 「열전」23, 김태현
- 권근, 『양촌집』 권35, 「동현사략」, 정승 김태현
- 최해, 『졸고천백』 권1, 김 문정공 묘지